# Octotiara russelli
Octotiara russelli is een hydroïdpoliep uit de familie Pandeidae. De poliep komt uit het geslacht Octotiara. Octotiara russelli werd in 1953 voor het eerst wetenschappelijk beschreven door Paul Lassenius Kramp.
Een specimen van deze soort was verzameld op de Britse expeditie naar het Groot Barrièrerif in 1929. De soort is genoemd naar F.S. Russell, die een zoöloog was op de expeditie.